# Джоко Уидодо
Джоко Уидодо (на индонезийски: Joko Widodo), познат и като Джокоуи (на индонезийски: Jokowi), е индонезийски политик, президент на Индонезия (от 2014 до 2024).

## Биография
Роден е на 21 юни 1961 г. в Суракарта, Индонезия и е от явански произход. В периода 2005 – 2012 г. е кмет на град Суракарта, а от 2012 до 2014 г. е губернатор на Джакарта. Той е най-големият от четирите си братя и сестри и е единственият син на Ното Михарджо (баща) и Суджиатми Нотомихарджо (майка). Той има три по-малки сестри – Иит Шриантини, Ида Яти и Титик Релавати. На 12-годишна възраст започва работа в работилницата на баща си. Семеен е с 3 деца.